# Dolné Orešany
Dolné Orešany é um município da Eslováquia, situado no distrito de Trnava, na região de Trnava. Tem 17,9 km² de área e sua população em 2019 foi estimada em 1345 habitantes.

## Demografia
| Ano:        | 1994 | 2004   | 2014   | 2024    |
| ----------- | ---- | ------ | ------ | ------- |
| Broj ljudi: | 1178 | 1196   | 1275   | 1430    |
| Razlika:    |      | +1,52% | +6,60% | +12,15% |

| Ano:               | 2023 | 2024   |
| ------------------ | ---- | ------ |
| Número de pessoas: | 1429 | 1430   |
| Diferença:         |      | +0,06% |